# Jan Očko z Vlašimi
Jan Očko z Vlašimi (datum narození neznámé – 14. ledna 1380) byl český římskokatolický duchovní představitel, olomoucký biskup, druhý pražský arcibiskup a první český kardinál; rádce a důvěrník Karla IV., donátor umění. Pocházel ze šlechtického rodu pražského měšťanského původu Jenštejnů z Vlašimi.

## Životopis

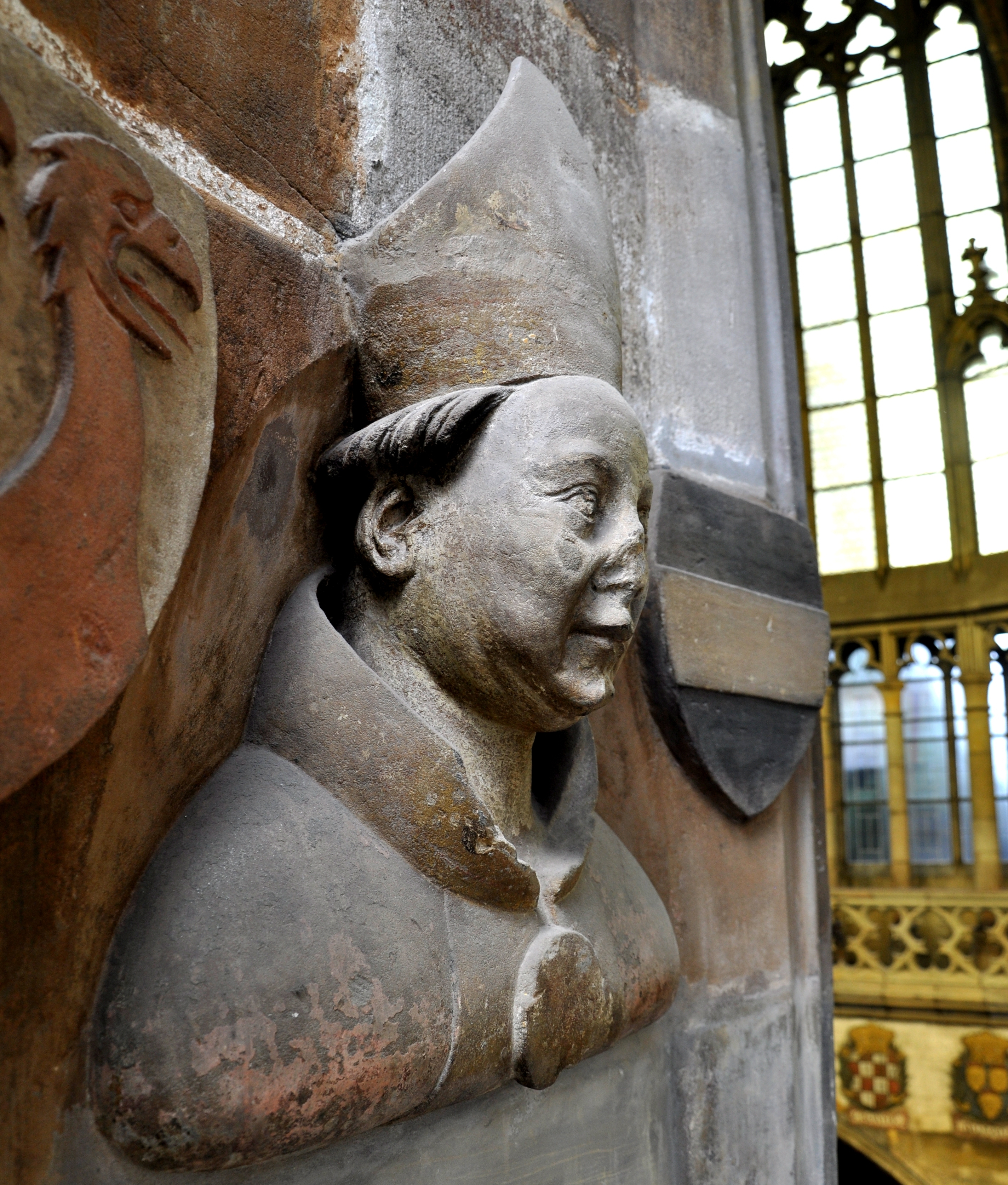
Janova busta v triforiu svatovítské katedrály. Po stranách jeho rodový erb Jenštejnů z Vlašimi (supí hlavy) a znak pražského arcibiskupství (břevno).

Pocházel z rodu erbu dvou supích hlav pánů z Jenštejna. Počátkem 40. let 14. století se sblížil s markrabětem moravským, pozdějším českým králem a římským císařem Karlem IV. a stal se jeho notářem, kaplanem a důvěrníkem. Roku 1342 byl přijat za kanovníka pražské kapituly, dále získal úřady kanovníka kapituly sv. Petra v Mělníku, kanovníka kapituly sv. Jana ve Vratislavi, úřady probošta kapituly Všech svatých na Pražském hradě a biskupské kapituly v Olomouci. Roku 1344 získal papežský dispens promíjející mu nemanželský původ (jeho matka nebyla za otce provdána).
Roku 1351 byl zvolen olomouckým biskupem. Roku 1355 se s císařem Karlem IV. účastnil jeho druhé korunovační cesty do Itálie. Dne 12. července 1364 byl jmenován pražským arcibiskupem po zemřelém Arnoštovi z Pardubic. O čtrnáct let později, 18. září 1378, jej papež Urban VI. jmenoval historicky prvním českým kardinálem. Následně, dne 30. listopadu 1378 (den po smrti císaře), se zřekl arcibiskupského úřadu, který po něm převzal jeho synovec Jan z Jenštejna.
Zemřel 14. ledna 1380. Jeho ostatky jsou uloženy ve Vlašimské kapli katedrály svatého Víta pod figurálním náhrobkem z bílého mramoru, vytesaným v dílně Petra Parléře. Tuto kapli dal vymalovat freskami, jejichž zbytky se dochovaly.

## Zajímavosti
- Mylně se uvádělo, že držel v zástavě hrad Kašperk, ale jde o chybu čtení nápisu v triforiu katedrály. Ve skutečnosti získal do majetku arcibiskupství hrad Kyšperk v Krušných horách.
- 13. března 1356 posvětil kostel sv. Tomáše na dnešním Moravském náměstí v Brně.
- 28. listopadu 1367 vysvětil kostel svaté Kateřiny Alexandrijské, za přítomnosti Karla IV.
- 29. března 1372 vysvětil chrám slovanských benediktinů v Emauzském klášteře v Praze na Novém Městě.
- V Roudnici nad Labem vybavil interiér kaple arcibiskupského hradu a daroval na jeho oltář svou votivní desku, jednu z nejvýznamnějších maleb té doby od neznámého mistra z okruhu králova dvora. Je na ní zpodoben klečící před Pannou Marií se čtyřmi českými patrony, císařem Karlem IV., jeho patronem sv. Karlem Velikým, jeho synem Václavem IV. a sv. Václavem (dnes je obraz vystaven v Národní galerii v Praze).[3] Město rozšířil roku 1378 založením čtvrti Nové město.
- V roce 1366 dal na několik dnů uvěznit Jana Milíče z Kroměříže za jeho kázání proti Karlu IV., kterého Milíč označil za Antikrista; protože Karel IV. Milíčovi přesto zachoval přízeň, byl propuštěn a Jan Očko se stal později také jeho stoupencem.
- Roku 1849 byl zpodobněn na jedné ze soch na podstavci bronzového pomníku Karla IV. na Křižovnickém náměstí v Praze.